# Mazeirat
Cet article possède un paronyme, voir Mazirat.
Mazeirat est une commune française située dans le département de la Creuse, en région Nouvelle-Aquitaine.
Dans le même département, il ne faut pas la confondre avec l'ancienne commune de « Mazeiras » (également écrite « Mazeirat »), fusionnée en 1836 avec celle de Tardes.

## Géographie

### Généralités

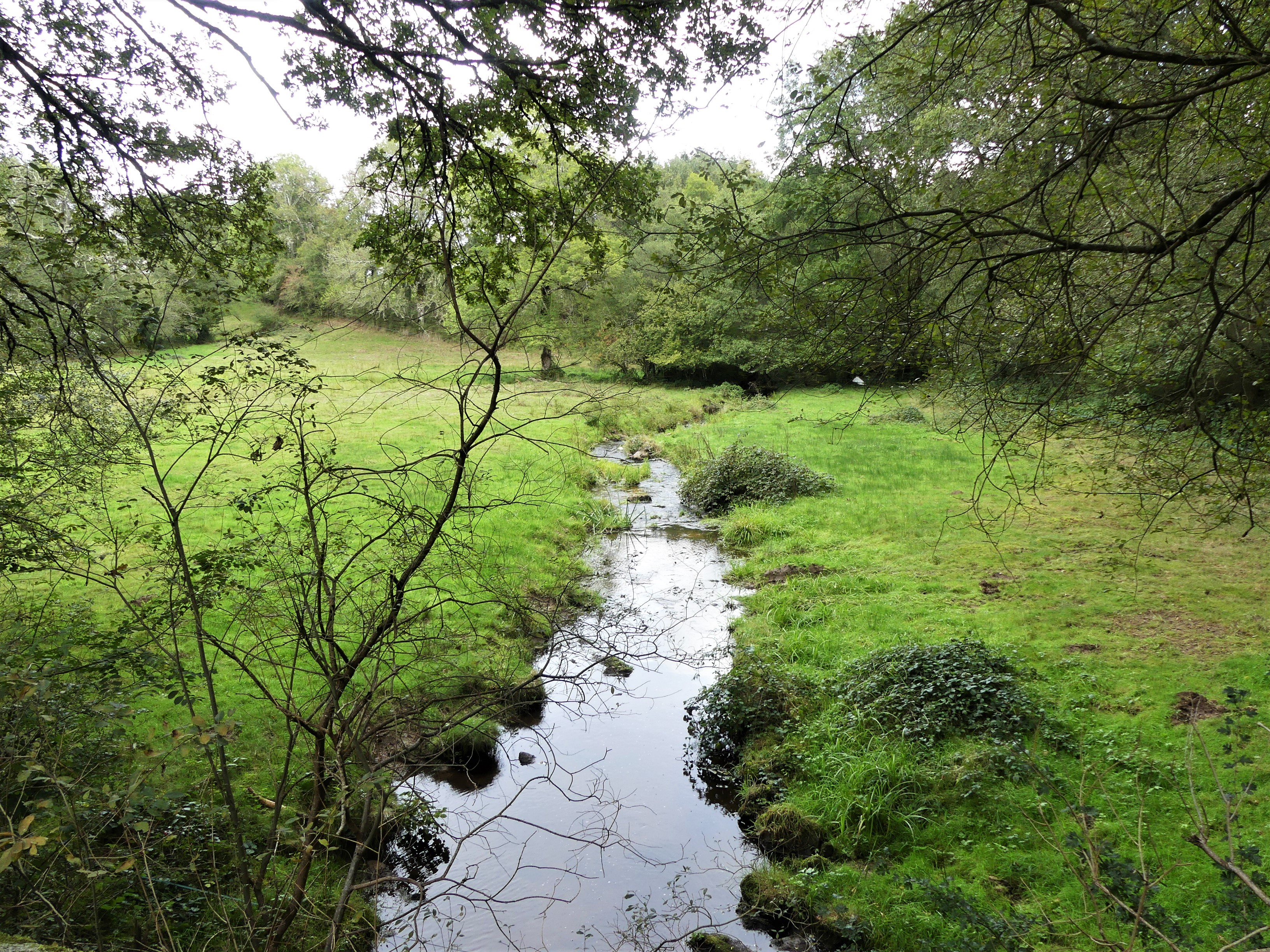
Le ruisseau de Saint-Hilaire-la-Plaine en aval du moulin de Bredier,

Dans la moitié nord du département de la Creuse, la commune de Mazeirat s'étend sur 7,80 km2. Elle est bordée à l'est sur quatre kilomètres par la Creuse et est arrosée par deux de ses affluents, le Lardillier (ou ruisseau de Lardillier) et le Saint-Hilaire-la-Plaine (ou ruisseau de Saint-Hilaire-la-Plaine).
L'altitude minimale avec 330 mètres se trouve localisée à l'extrême nord, près du moulin des Forges, là où la Creuse quitte le territoire communal et sert de limite entre celles de Pionnat et de Saint-Laurent. L'altitude maximale avec 459 mètres est située à l'ouest, en limite de cette commune de Saint-Laurent.
Traversée par la route départementale (RD) 89, le bourg de Mazeirat est situé, en distances orthodromiques, neuf kilomètres au sud-est du centre-ville de Guéret, la préfecture.
Le territoire communal est également desservi à l'est et au nord par la RD 18. Les principales voies d'accès routières sont au nord la (RD) 4 depuis la commune de Saint-Laurent, et au sud la RD 942 (axe Guéret-Aubusson) depuis la commune de La Saunière.
À l'extrême sud-ouest de la commune passe la ligne ferroviaire de Montluçon à Saint-Sulpice-Laurière dont les gares les plus proches sont celles de Guéret au nord-ouest et de Busseau-sur-Creuse à l'est.

### Communes limitrophes

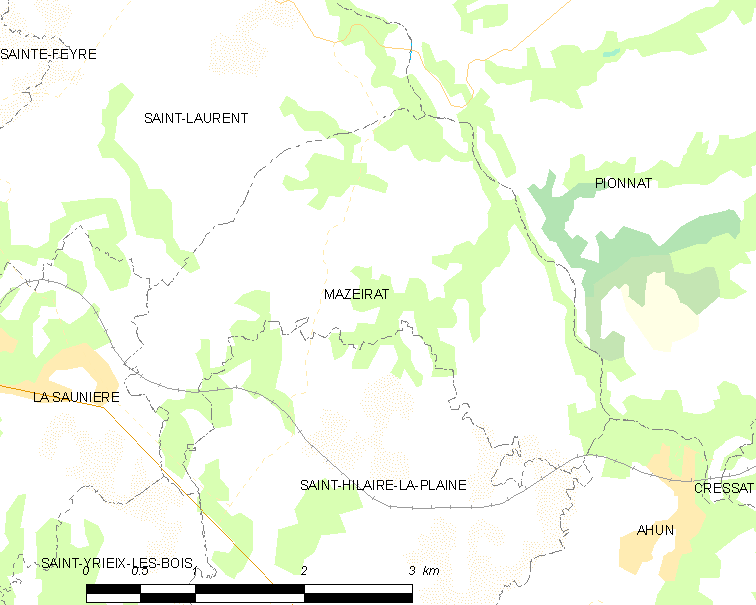
Carte de Mazeirat et des communes avoisinantes.

Mazeirat est limitrophe de six autres communes dont Saint-Yrieix-les-Bois au sud-ouest sur plus de 400 mètres.
| Saint-Laurent         |                         | Pionnat |
| La Saunière           | Mazeirat                |         |
| Saint-Yrieix-les-Bois | Saint-Hilaire-la-Plaine | Ahun    |

### Climat
Pour des articles plus généraux, voir Climat de la Nouvelle-Aquitaine et Climat de la Creuse.
En 2010, le climat de la commune est de type climat océanique dégradé des plaines du Centre et du Nord, selon une étude s'appuyant sur une série de données couvrant la période 1971-2000. En 2020, Météo-France publie une typologie des climats de la France métropolitaine dans laquelle la commune est exposée à un climat de montagne ou de marges de montagne et est dans la région climatique  Ouest et nord-ouest du Massif Central, caractérisée par une pluviométrie annuelle de 900 à 1 500 mm, maximale en automne et en hiver.
Pour la période 1971-2000, la température annuelle moyenne est de 10,6 °C, avec  une amplitude thermique annuelle de 15,1 °C. Le cumul annuel moyen de précipitations est de 1 022 mm, avec 12,6 jours de précipitations en janvier et 8,3 jours en juillet. Pour la période 1991-2020, la température moyenne annuelle observée sur la station météorologique la plus proche, située sur la commune de Guéret à 9 km à vol d'oiseau, est de 11,3 °C et le cumul annuel moyen de précipitations est de 1 103,0 mm. Pour l'avenir, les paramètres climatiques de la commune estimés pour 2050 selon différents scénarios d’émission de gaz à effet de serre sont consultables sur un site dédié publié par Météo-France en novembre 2022.

## Urbanisme

### Typologie
Au 1er janvier 2024, Mazeirat est catégorisée commune rurale à habitat dispersé, selon la nouvelle grille communale de densité à 7 niveaux définie par l'Insee en 2022.
Elle est située hors unité urbaine. Par ailleurs la commune fait partie de l'aire d'attraction de Guéret, dont elle est une commune de la couronne,. Cette aire, qui regroupe 72 communes, est catégorisée dans les aires de moins de 50 000 habitants,.

### Occupation des sols
L'occupation des sols de la commune, telle qu'elle ressort de la base de données européenne d’occupation biophysique des sols Corine Land Cover (CLC), est marquée par l'importance des territoires agricoles (72,2 % en 2018), en augmentation par rapport à 1990 (71,1 %). La répartition détaillée en 2018 est la suivante : 
prairies (47,5 %), forêts (27,8 %), zones agricoles hétérogènes (24,6 %). L'évolution de l’occupation des sols de la commune et de ses infrastructures peut être observée sur les différentes représentations cartographiques du territoire : la carte de Cassini (XVIIIe siècle), la carte d'état-major (1820-1866) et les cartes ou photos aériennes de l'IGN pour la période actuelle (1950 à aujourd'hui).

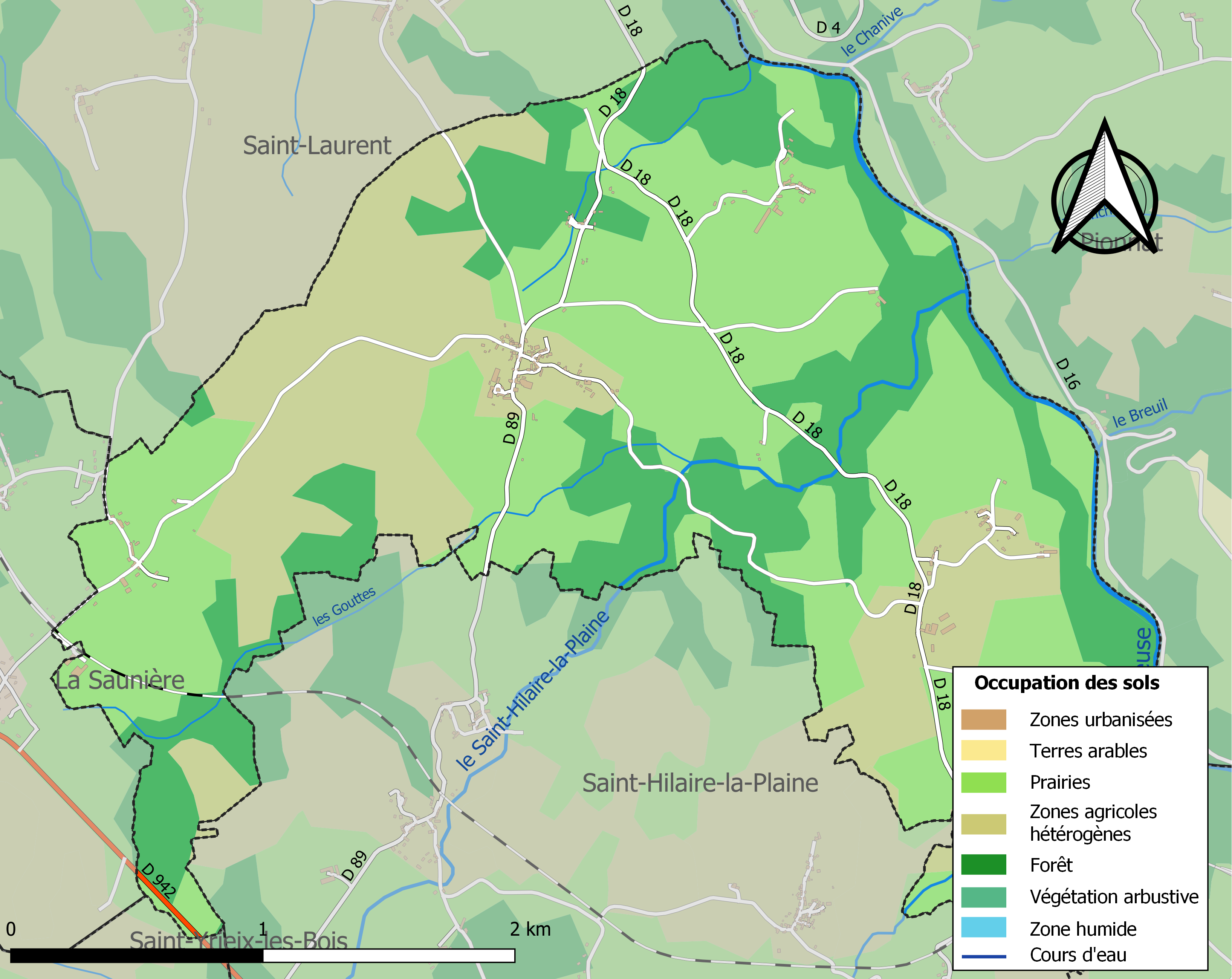
Carte des infrastructures et de l'occupation des sols de la commune en 2018 (CLC).

### Risques majeurs
Le territoire de la commune de Mazeirat est vulnérable à différents aléas naturels : météorologiques (tempête, orage, neige, grand froid, canicule ou sécheresse) et séisme (sismicité faible). Il est également exposé à un risque technologique, la rupture d'un barrage, et à un risque particulier : le risque de radon. Un site publié par le BRGM permet d'évaluer simplement et rapidement les risques d'un bien localisé soit par son adresse soit par le numéro de sa parcelle.

#### Risques naturels

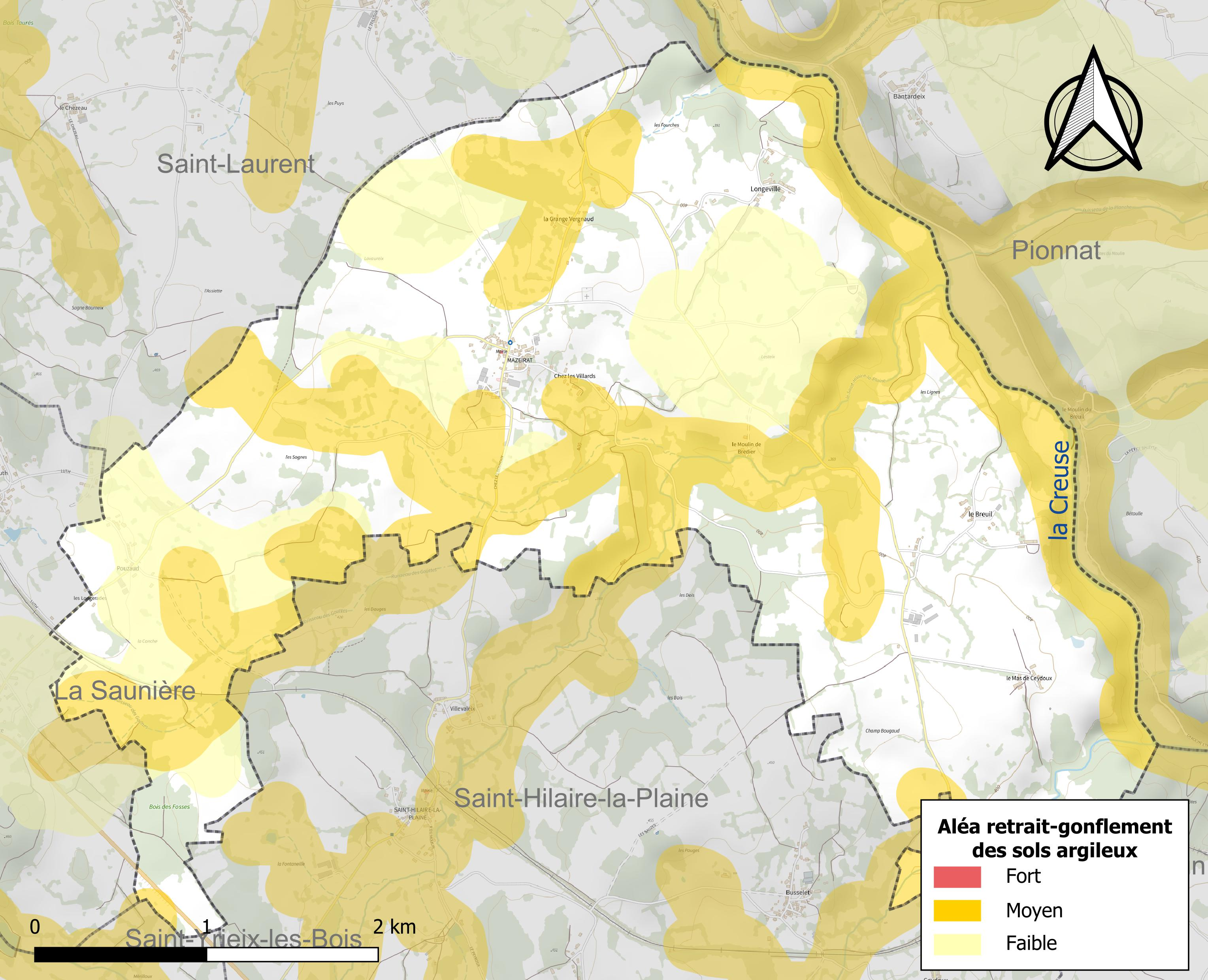
Carte des zones d'aléa retrait-gonflement des sols argileux de Mazeirat.

Le retrait-gonflement des sols argileux est susceptible d'engendrer des dommages importants aux bâtiments en cas d’alternance de périodes de sécheresse et de pluie. 35,9 % de la superficie communale est en aléa moyen ou fort (33,6 % au niveau départemental et 48,5 % au niveau national). Sur les 92 bâtiments dénombrés sur la commune en 2019, 13 sont en aléa moyen ou fort, soit 14 %, à comparer aux 25 % au niveau départemental et 54 % au niveau national. Une cartographie de l'exposition du territoire national au retrait gonflement des sols argileux est disponible sur le site du BRGM,.
Par ailleurs, afin de mieux appréhender le risque d’affaissement de terrain, l'inventaire national des cavités souterraines permet de localiser celles situées sur la commune.
La commune a été reconnue en état de catastrophe naturelle au titre des dommages causés par les inondations et coulées de boue survenues en 1982 et 1999. Concernant les mouvements de terrains, la commune a été reconnue en état de catastrophe naturelle au titre des dommages causés par des mouvements de terrain en 1999.

#### Risques technologiques
La commune est en outre située en aval du  barrage de Confolent, un ouvrage sur la Creuse de classe A soumis à PPI, disposant d'une retenue de 4,7 millions de mètres cubes. À ce titre elle est susceptible d’être touchée par l’onde de submersion consécutive à la rupture de cet ouvrage.

#### Risque particulier
Dans plusieurs parties du territoire national, le radon, accumulé dans certains logements ou autres locaux, peut constituer une source significative d’exposition de la population aux rayonnements ionisants. Certaines communes du département sont concernées par le risque radon à un niveau plus ou moins élevé. Selon la classification de 2018, la commune de Mazeirat est classée en zone 3, à savoir zone à potentiel radon significatif.

## Toponymie
En occitan, la commune porte le nom de Maseirac.

## Politique et administration

### Administration municipale
La population de la commune étant comprise entre 100 et 499 habitants au recensement de 2017, onze conseillers municipaux ont été élus en 2020,.

### Liste des maires

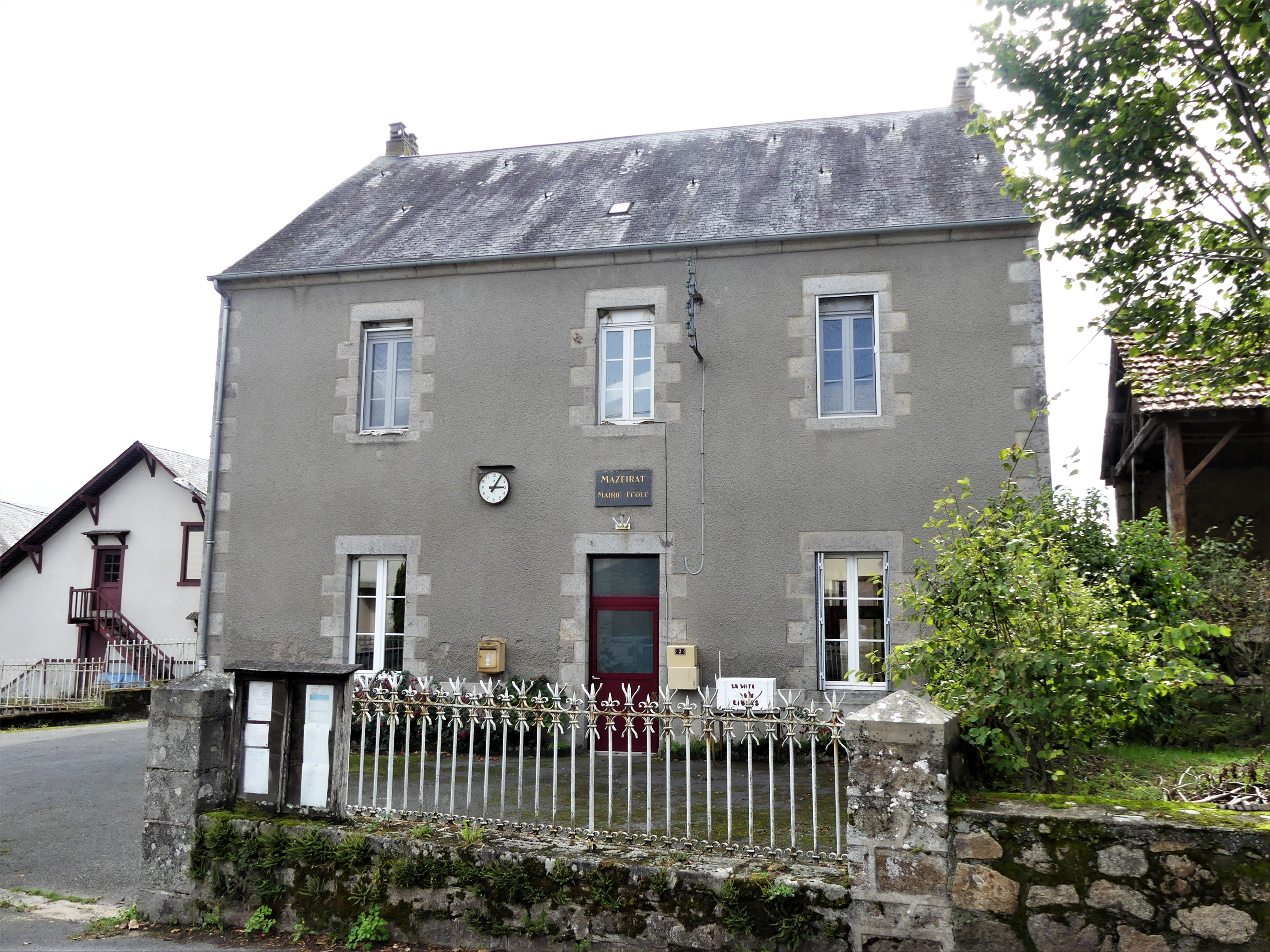
La mairie en 2020.

| Période                                  | Période      | Identité           | Étiquette | Qualité     |
| ---------------------------------------- | ------------ | ------------------ | --------- | ----------- |
| Les données manquantes sont à compléter. |              |                    |           |             |
|                                          |              |                    |           |             |
| mars 2001                                | 2008         | Alfred Richard     | DVG       | Retraité    |
| mars 2008                                | juillet 2020 | Christophe Martin  | DVD       | Agriculteur |
| juillet 2020                             | En cours     | Dominique Vallière |           |             |

## Population et société

### Démographie
L'évolution du nombre d'habitants est connue à travers les recensements de la population effectués dans la commune depuis 1793. Pour les communes de moins de 10 000 habitants, une enquête de recensement portant sur toute la population est réalisée tous les cinq ans, les populations de référence des années intermédiaires étant quant à elles estimées par interpolation ou extrapolation. Pour la commune, le premier recensement exhaustif entrant dans le cadre du nouveau dispositif a été réalisé en 2008.

En 2022, la commune comptait 123 habitants, en évolution de −8,89 % par rapport à 2016 (Creuse : −3,32 %, France hors Mayotte : +2,11 %).
| 1793 | 1800 | 1806 | 1821 | 1831 | 1836 | 1841 | 1846 | 1851 |
| ---- | ---- | ---- | ---- | ---- | ---- | ---- | ---- | ---- |
| 285  | 282  | 271  | 242  | 278  | 292  | 276  | 281  | 309  |

| 1856 | 1861 | 1866 | 1872 | 1876 | 1881 | 1886 | 1891 | 1896 |
| ---- | ---- | ---- | ---- | ---- | ---- | ---- | ---- | ---- |
| 300  | 288  | 301  | 298  | 302  | 288  | 302  | 306  | 300  |

| 1901 | 1906 | 1911 | 1921 | 1926 | 1931 | 1936 | 1946 | 1954 |
| ---- | ---- | ---- | ---- | ---- | ---- | ---- | ---- | ---- |
| 305  | 272  | 264  | 212  | 221  | 215  | 234  | 201  | 178  |

| 1962 | 1968 | 1975 | 1982 | 1990 | 1999 | 2006 | 2008 | 2013 |
| ---- | ---- | ---- | ---- | ---- | ---- | ---- | ---- | ---- |
| 178  | 164  | 162  | 162  | 142  | 137  | 138  | 138  | 139  |

| 2018 | 2022 | - | - | - | - | - | - | - |
| ---- | ---- | - | - | - | - | - | - | - |
| 126  | 123  | - | - | - | - | - | - | - |

## Culture locale et patrimoine

### Lieux et monuments
- Des vestiges gallo-romains sont présents à divers endroits de la commune. On trouve les ruines de plusieurs villas dont une d'un dénommé Mazerius, dont le nom est vraisemblablement à l'origine du nom du lieu.
- Le village dispose d'une petite église typique, l'église Saint-Pierre-ès-Liens, construite en pierres de granit à l'époque romane. Elle a subi d'importantes restaurations à l'époque moderne. L'édifice comporte un clocher octogonal en charpente et sa flèche se dresse sur l'extrémité occidentale de la nef. À l'ouest, s'ouvre en plein cintre un portail à deux battants alors qu'au nord, une petite porte brisée complète les entrées. À l'intérieur, une voûte en torchis enduit couvre l'unique nef. Une niche abrite les fonts baptismaux. Des vestiges d'ogives sont conservés sur les murs du chœur. Au sud, une chapelle élargit l'édifice. Une baie haute et étroite perce le chevet plat. Sur un des murs de l'édifice, on peut voir des visages sculptés dans la pierre. L'église conserve un tabernacle en bois peint et ses statuettes, des statues en bois polychrome du XVIIIe siècle : saint Pierre, sainte Catherine d'Alexandrie, saint Jean, ainsi qu'une bannière de procession moderne et une peinture sur toile du XIXe siècle représentant la Vierge à l'Enfant.
- Un cimetière entourait autrefois l'église, avant d'être déménagé à l'extérieur du village sur la route conduisant aux villages de Longeville et le Breuil.
- La fontaine Saint-Pierre située à la sortie du bourg de Mazeirat sur la route de Pouzaud est consacrée au saint patron de la commune.
- Un rocher dans lequel des orifices ont été creusés pour disposer des vasques pouvant contenir des cendres (rituelles) est visible en plein champ sur la route de Mazeirat, en direction du lieu-dit Pouzaud, en face du bois dit « des Jasses » (pies en patois).
- La commune dispose également d'un certain nombre de puits et de lavoirs en bon état.
- Le circuit des Brandes, mis en place par l'« Association la Digitale » permet de découvrir sur quatre kilomètres la flore locale enrichie d'espèces ornementales.

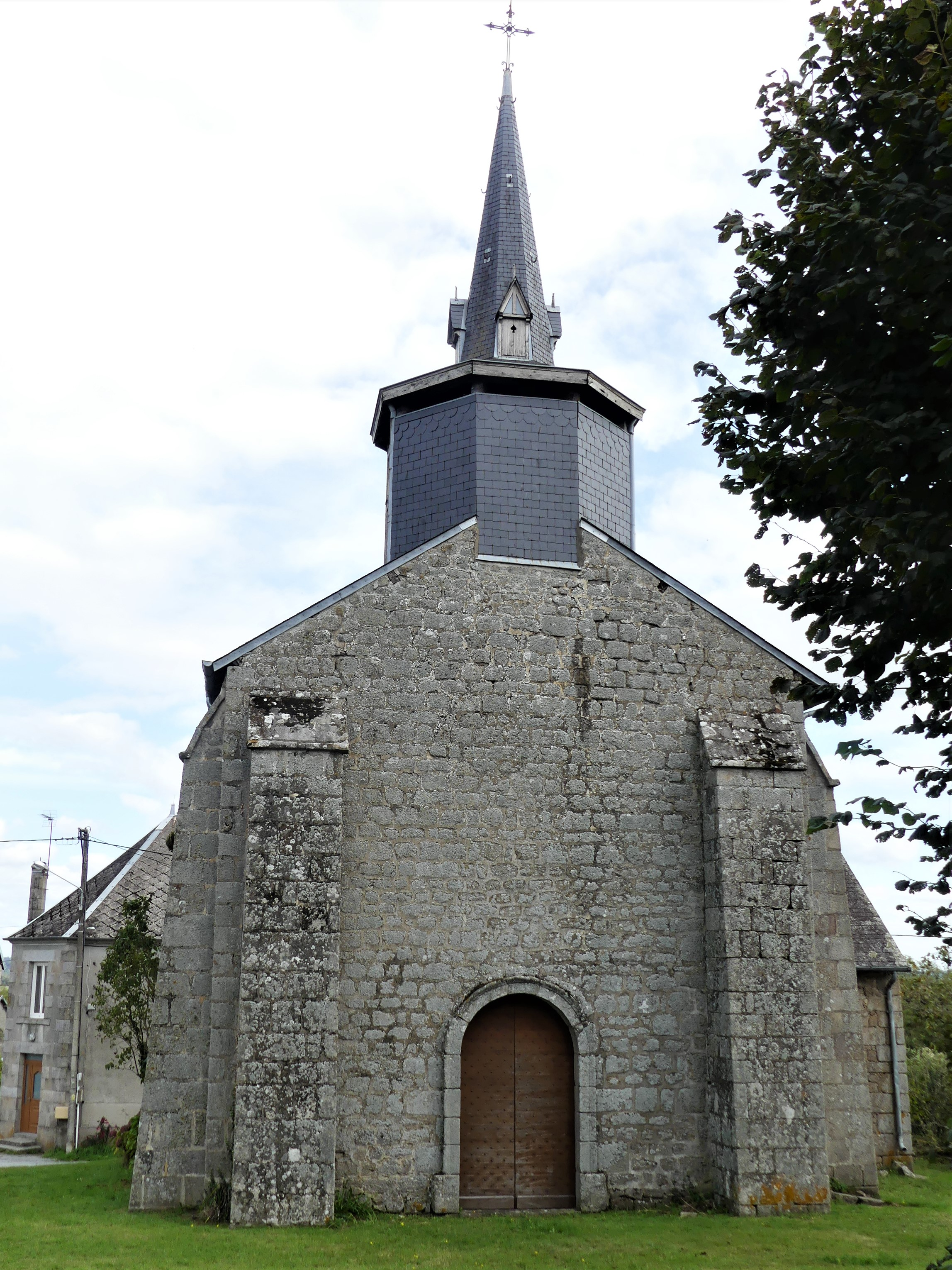
La façade occidentale de l'église Saint-Pierre-ès-Liens.
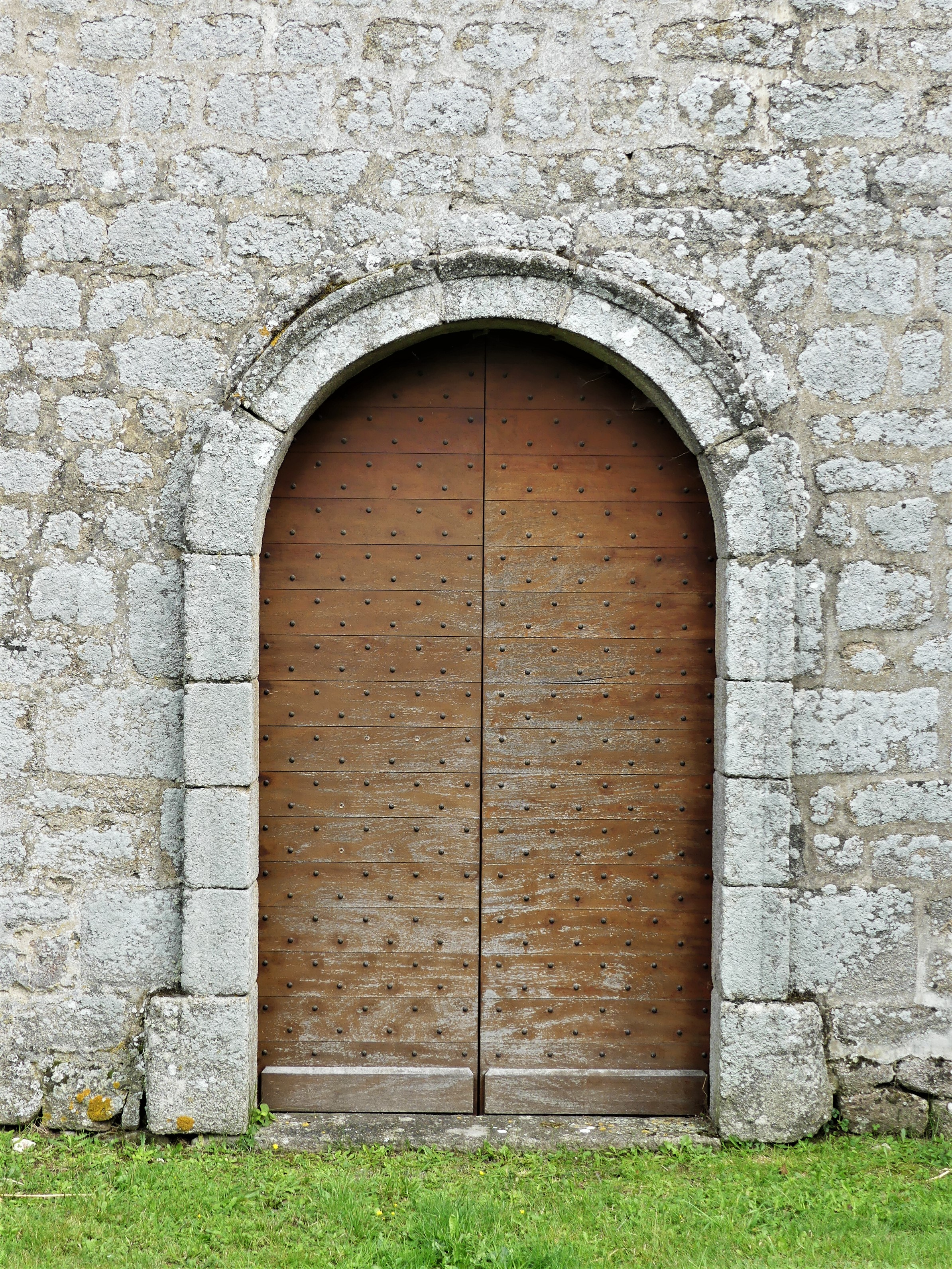
Son portail.
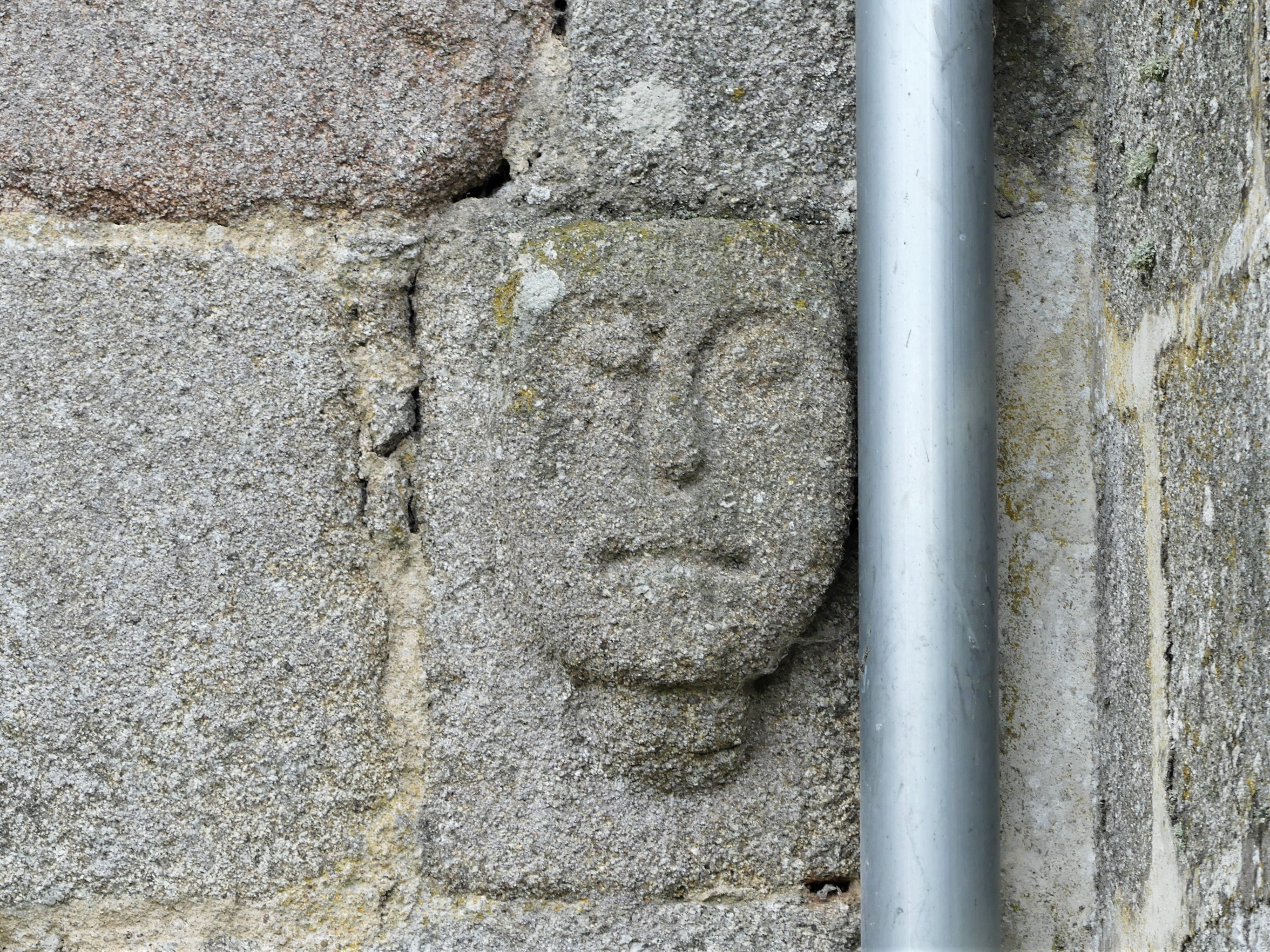
Tête sculptée sur la façade nord.
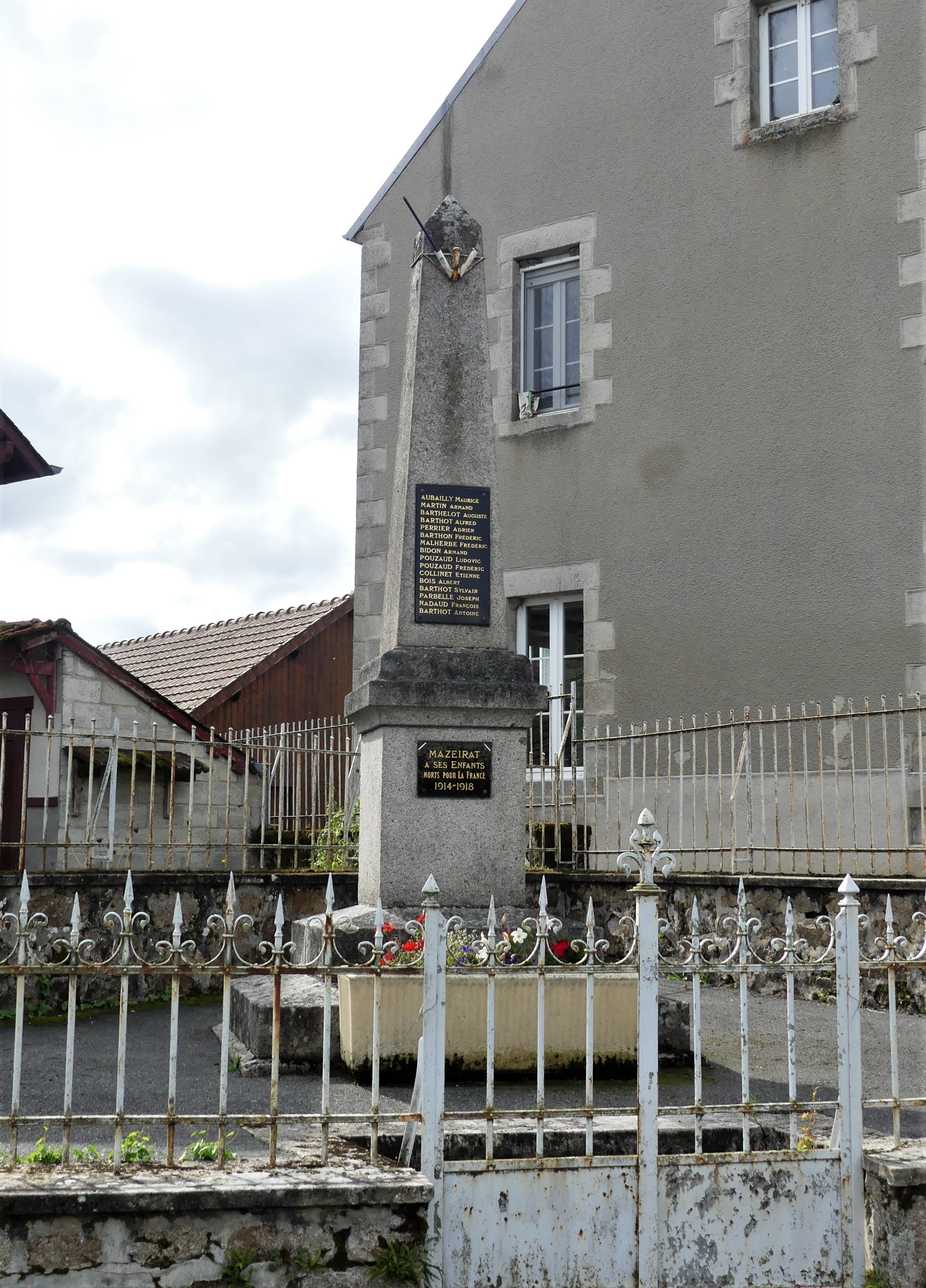
Le monument aux morts.